# Banque et Caisse d'Épargne de l'État
En luxemburgués Spuerkeess, en francés Banque et caisse d'épargne de l'État (abreviación corta BCEE o en internet S-Bank), es un banco luxemburgués, establecido y propiedad del gobierno de Luxemburgo. Fundado en 1856 como caja de ahorros, sus competencias fueron ampliadas con el tiempo, culminando en su transformación por decreto del Gran Ducado en un banco multiservicios el 25 de octubre de 1944. En la actualidad, proporciona todas las funciones de un banco comercial, incluyendo banca minorista y banca privada.

## Reconocimientos
La revista Global Finance situó Banque et Caisse d'Épargne de l'État como el 7º banco más seguro del mundo en su clasificación de los "50 Bancos Más Seguros del Mundo en 2012". La clasificación está basada en las valoraciones a largo plazo de las agencias de clasificación Fitch Ratings, Standard & Poor’s y Moody's Investors Service.